# Jan bez Trwogi
Jan II bez Trwogi, znany też jako Jan Nieustraszony (ur. 28 maja 1371, zm. 10 września 1419) – książę Burgundii, hrabia Nevers, Artois i Flandrii, hrabia palatyn Burgundii, najstarszy syn księcia Burgundii Filipa II Śmiałego i hrabiny Flandrii Małgorzaty III.

## Wczesne lata życia
Urodził się w stolicy Burgundii, Dijon. W 1384 r. otrzymał tytuł hrabiego Nevers. Nosił go jako następca tronu. Kiedy w 1405 r. został księciem Burgundii Nevers przypadło jego młodszemu bratu, Filipowi. Był zaręczony z Katarzyną, córką króla Francji Karola V Mądrego, ale do tego małżeństwa nie doszło. Ostatecznie jego żoną została Małgorzata Wittelsbach. Dzięki temu małżeństwu książęta Burgundii zyskali prawa do Holandii i Hainaut.

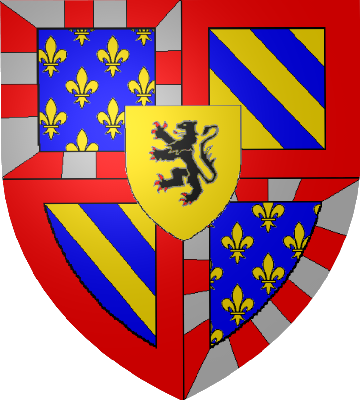
Herb Jana bez Trwogi

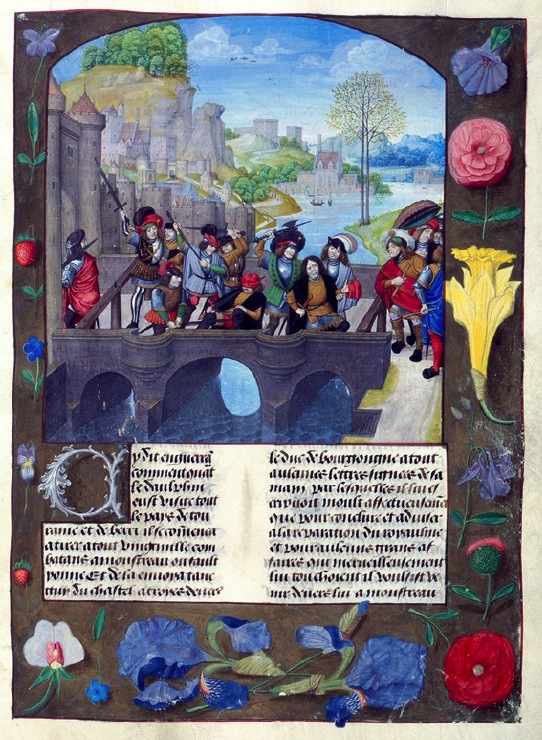
Zamordowanie Jana bez Trwogi – miniatura z końca XV wieku

W 1396 r. Jan de Nevers był jednym z dowódców francuskich krzyżowców jacy poszli z królem Węgier Zygmuntem Luksemburskim przeciwko Turkom Osmańskim. Jan dowodził 10 000 burgundzkich rycerzy i 1000 angielskich ochotników. 25 września 1396 r. pod Nikopolis Jan dowodził strażą przednią armii krzyżowców. Podczas bitwy wzbudził podziw swoją odwagą i zyskał przydomek Jana bez Trwogi (Sans-peur). Mimo tego dostał się do niewoli prowadząc nieprzygotowany atak francuskiego rycerstwa na tureckie pozycje. Został uwolniony w 1397 r., kiedy jego ojciec zapłacił Turkom spory okup.

## Książę Burgundii
Filip Śmiały zmarł w 1404 r. i Jan został księciem Burgundii jako Jan II. Rok później zmarła jego matka i Jan został hrabią Flandrii i Artois oraz hrabią palatynem Burgundii. W tym samym roku przekazał hrabstwo Nevers swojemu młodszemu bratu. W 1407 r. podpisał traktat z Anglią. Był przeciwny kontynuowaniu wojny stuletniej, gdyż nie leżało to w gospodarczych interesach Burgundii. Zaczął też występować jako sojusznik miast i mieszczaństwa, zyskując sobie ich popularność protestami przeciwko nakładaniu większych podatków.
Od początku swoich rządów Jan brał aktywny udział w wydarzeniach we Francji. Królem Francji był obłąkany Karol VI. Regencję w jego imieniu sprawował młodszy brat króla, Ludwik I, książę Orleanu, o którym mówiono, że jest kochankiem królowej Izabeli. W 1405 r. Jan zbrojnie wkroczył do Paryża. Nie udało mu się jednak uzyskać regencji, ale został mianowany opiekunem delfina i innych dzieci króla.
Wkrótce jednak stosunki między Janem a Ludwikiem jeszcze bardziej się pogorszyły. Stryj książąt, Jan de Berry, próbował nakłonić ich do porozumienia, ale jego wysiłki na niewiele się zdały. 23 listopada 1407 r. książę Orleanu wracający ze spotkania z królową Izabelą został zasztyletowany przez ludzi księcia Burgundii. Jan uzyskał od doktorów Uniwersytetu Paryskiego uzasadnienie swojego czynu jako usprawiedliwionego tyranobójstwa. Kosztowało go to jednak utratę łaski króla. Jan musiał uciekać z Paryża, ale w 1409 r. udało mu się powrócić do łask Karola VI. W traktacie podpisanym w Chartres 9 marca 1409 r. Karol uwalniał księcia Burgundii od odpowiedzialności za morderstwo. Jan i syn zamordowanego Ludwika, książę Karol, zaprzysięgli zgodę. Jan został ponownie mianowany strażnikiem osoby delfina.
Problemy Jana nie skończyły się jednak. Stronnicy zamordowanego księcia Orleanu znaleźli sobie nowego przywódcę w osobie hrabiego d'Armagnac, teścia księcia Karola. Od niego wzięła się nowa nazwa stronnictwa – armaniacy. Konflikt jaki wówczas rozgorzał zakończył się pokojem w 1410 r. Jan powrócił następnie do Burgundii pozostawiając władzę w Paryżu w rękach Armagnaca. Jednak napięte stosunki hrabiego z paryskimi mieszczanami sprawiły, że Jan zdobył miasto w 1411 r. W 1413 r. książę ponownie utracił kontrolę nad miastem na rzecz swoich przeciwników.
W 1415 r. Francję zaatakował król Anglii Henryk V Lancaster, który wylądował w Normandii i zagroził Paryżowi. Jan brał udział w negocjacjach pokojowych, ale nie brał udziału w przegranej bitwie pod Azincourt, gdzie zginęli jego dwaj młodsi bracia – Antoni Brabancki i Filip de Nevers.
Wkrótce jednak ponownie wybuchły walki między armaniakami a Burgundczykami. W 1418 r. Jan zaatakował Paryż i zdobył miasto 30 maja 1418 r. Hrabia d'Armagnac został zamordowany, delfin Karol uciekł z miasta. Jan przybrał tytuł regenta Francji. Nie występował jeszcze jako sojusznik Anglików, ale nie przeszkodził im w zdobyciu Rouen. Kiedy północna Francja znalazła się pod angielską okupacją, a Paryż znajdował się w ręku Burgundczyków, delfin zdecydował się dojść do porozumienia z Janem. Karol i Jan spotkali się w lipcu 1419 r. i zaprzysięgli pokój na moście w Pouilly niedaleko Melun. Zdecydowali się później na odbycie jeszcze jednego spotkania.
Doszło do niego 10 września 1419 r. na moście w Montereau. Jan przybył z niewielką eskortą. Przeszedł barierkę, doszedł do środka mostu i przywitał się z delfinem. Panie, po Bogu pragnę służyć jedynie królowi i tobie, dla zachowania naszego królestwa. Przysiągł, że w tym celu wykorzysta wszystkie swoje siły, majątek i wpływy. Następnie zwrócił się do dworzan Karola: Czy dobrze mówię, panowie?. Nie można lepiej, kuzynie – odrzekł Karol ujmując Burgundczyka za rękę. W tym czasie od orszaku odłączył się Tanneguy du Châstel, dawny dworzanin Ludwika Orleańskiego i uderzył księcia siekierą w głowę. Jan zginął na miejscu. Został pochowany w pustelni w Champmol niedaleko Dijon. Następnie jego ciało przeniesiono do kościoła św. Benigny w Dijon. Trumnę sprofanowano podczas rewolucji francuskiej w 1789 r.
Śmierć Jana spowodowała ostateczne zerwanie rozmów między armaniakami a Burgundczykami. Ci ostatni poparli Anglików, co umożliwiło sukcesy Wyspiarzom przez następne 10 lat. W 1521 r. do Dijon przybył król Francji Franciszek I. Jeden z mnichów pokazał mu wówczas czaszkę Jana bez Trwogi i, wskazując na ślad po uderzeniu topora, powiedział: Oto dziura, przez którą Anglicy weszli do Francji.

## Rodzina
9 kwietnia 1385 r. poślubił Małgorzatę Bawarską (1363 – 23 stycznia 1423), córkę Albrechta I Bawarskiego i Małgorzaty, córki Ludwika I, księcia brzeskiego. Jan i Małgorzata mieli razem syna i siedem córek:
- Małgorzata (1390 – 30 stycznia 1441), żona Ludwika Walezjusza, księcia Gujenny, i Artura III, księcia Bretanii
- Katarzyna (1391–1414), pani de Guise
- Maria (1393 – 30 października 1463), żona Adolfa II, księcia Kleve
- Izabela (1395 – 18 września 1412), żona Olivera de Blois-Bretagne, hrabiego Penthievre
- Filip III Dobry (30 czerwca 1396 – 15 czerwca 1467), książę Burgundii
- Joanna (październik 1399–1401)
- Anna Burgundzka (1404 – 14 listopada 1432), żona Jana Lancastera, 1. księcia Bedford
- Agnieszka Burgundzka (1407 – 1 grudnia 1476), żona Karola I, księcia de Burbon

Jan miał również następujące dzieci z nieprawego łoża:
Z Agnes de Croy:
- Jan de Bourgogne (1404 – 27 kwietnia 1480), biskup Cambrai, arcybiskup Treves, pan de Herlaer

Z Marguerite van Borsselen:
- Guy Bastard von Burgund (zm. 1436), pan de Kruybeke, ożenił się z Johanną von Schagen, miał z nią syna Philippa
- Anton Bastard von Burgund
- Philipotte de Bourgogne (zm. 1420), żona Antoine'a de Rochebaron, barona de Berze le Chatel